# Haroldswick
Haroldswick eller Harold's Wick (fornnordiska: Haraldsvík) är en av  Brittiska öarnas nordligaste bosättningar, belägen på ön Unst, Shetlandsöarna, Skottland.

## Historia
Viken Harold's Wick har fått sitt namn efter den norske kungen Harald Hårfager, vars flotta landsteg här år 875 för att befästa Norges anspråk på Shetlandsöarna. En vikingagrav som tillskrivs Harald har hittats på den närliggande höjden Setter’s Hill, med utsikt över landstigningsplatsen.

## Geografi
Byn ligger vid slutet av en liten vik formad som en halvmåne, med kullar på båda sidor. Kustlinjen präglas av branta klippor och ett vilt hav, men under ytan finns goda fiskevatten, särskilt för makrill. Stranden är stenig fram till en gammal ruin av en pir, därefter blockeras vägen av stora stenblock. Längs stranden ligger små stugor, vars enda skydd mot havsvindarna är en låg mur på andra sidan vägen. Vid vikens huvud ligger ett litet sjöfartsmuseum – Unst Boat Haven, – som är tillägnat de traditionella småbåtarna från Shetland. Museet är öppet för besökare från maj till september. Stranden är ofta besökt av gråsäl och gråhäger. Vikens vatten är grunt de första cirka sex meterna ut från stranden, sedan blir det snabbt djupare.

## Läge

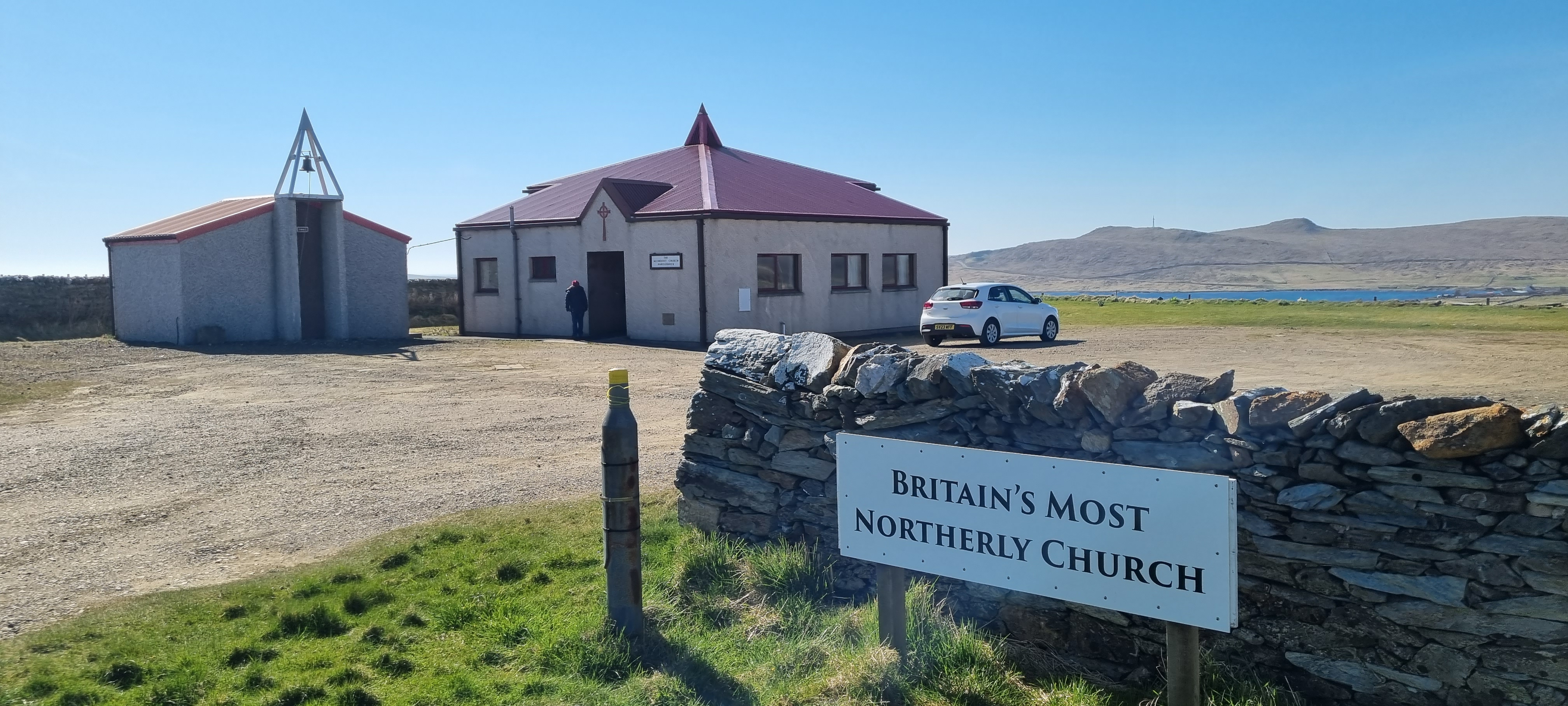
Haroldswicks kyrka år 2023

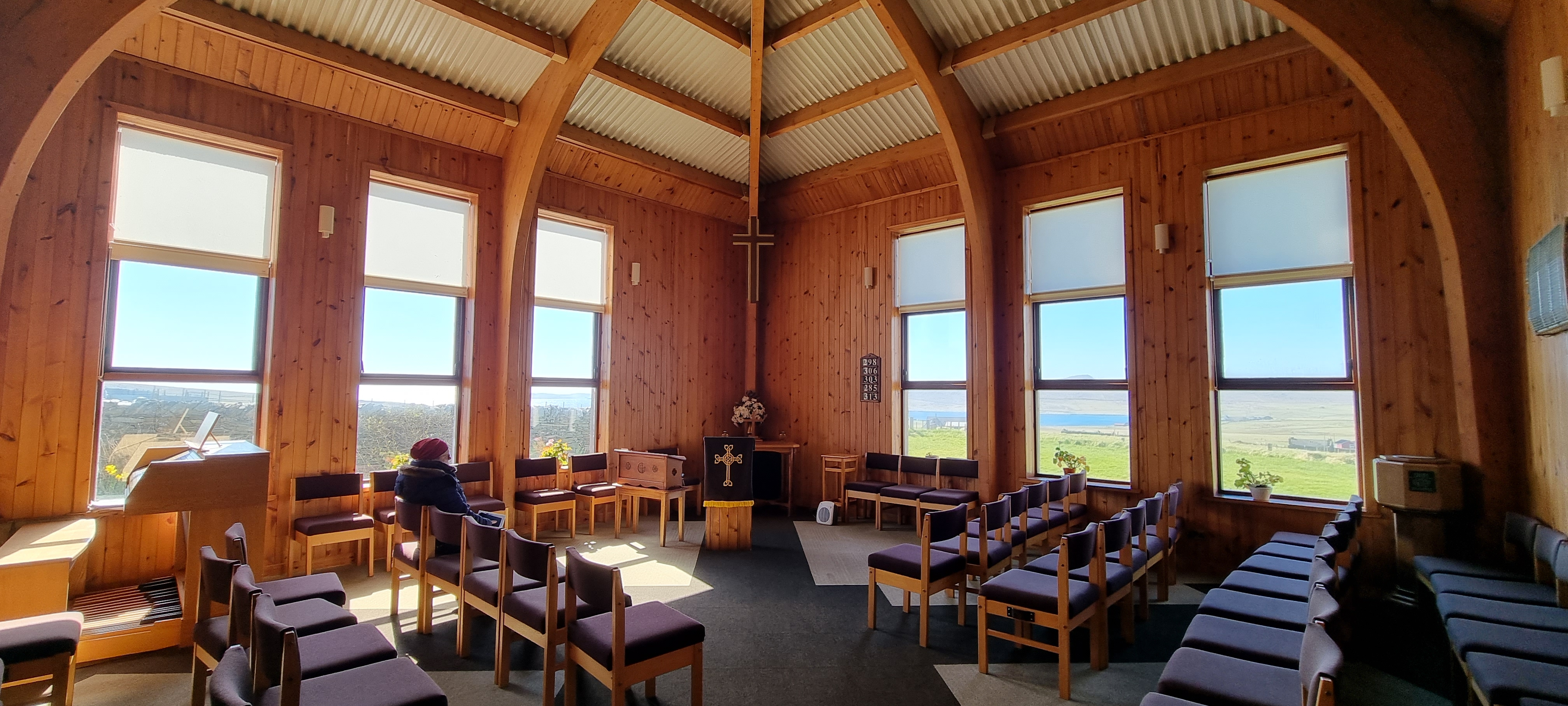
Kyrkans interiör

Viken ligger cirka 615 kilometer norr om den närmaste staden på det brittiska fastlandet, Inverness i det skotska höglandet, och omkring 1 310 kilometer från London. Till och med Lerwick – Shetlands huvudort och enda stad – ligger 96 kilometer söderut.
Längre upp, vid toppen av Saxa Vord – Unsts högsta punkt på 285 meter – ligger en avstängd radarstation som förr användes för att sända ut nödsignaler. Stationen innehar det inofficiella brittiska vindrekordet: år 1962 uppmättes vindhastigheter på 285 km/h (177 mph), strax innan mätutrustningen blåste bort.
Metodistkyrkan i Haroldswick är den nordligaste kyrkan i Storbritannien. Den nuvarande kyrkobyggnaden uppfördes 1993, efter att den tidigare förstörts i en storm. Även om Haroldswick ofta beskrivs som Storbritanniens nordligaste bosättning, överträffas det faktiskt av den lilla byn Norwick-Skaw, som ligger 8 kilometer längre norrut.
Under många år var postkontoret i Haroldswick det nordligaste i Storbritannien, och besökare kunde få sina försändelser stämplade med en särskild poststämpel därifrån. Sedan kontoret stängdes 1999 innehas denna utmärkelse i stället av postkontoret i Baltasound – även det beläget på Unst.